# José Fernández Santini
José Antonio Fernández Santini (San Vicente de Cañete, 14 de febrero de 1939) es un exfutbolista y director técnico peruano. Se desempeñaba en la posición de defensa. 

## Trayectoria
José Fernández Santini nació en San Vicente de Cañete el 14 de febrero de 1939. Es sobrino de los también destacados futbolistas Arturo, Teodoro y Eduardo Fernández. Empezó a jugar al fútbol en su tierra natal, siendo su primer club el Lolo Fernández de Hualcará. Jugando por este equipo, en un partido amistoso le ganaron a Universitario de Deportes por 2-1 en Cañete, luego de lo cual su tío Arturo, entonces entrenador de la U, lo convocó al primer equipo como lo había hecho poco antes con su hermano Carlos.
Se inició jugando como lateral izquierdo y alternaba el puesto con Víctor Salas. Luego pasó a la función de zaguero central. Por ser un jugador aguerrido y líder, gustaba de alentar a sus compañeros, lo que le valió ser nombrado capitán de Universitario de Deportes. Con la veteranía llegó un bajón en su juego, y tras un período como suplente de Luis La Fuente en Universitario de Deportes, y de Orlando de la Torre en la selección peruana que fue a la Copa Mundial de Fútbol de 1970, en ese año fue cedido al Defensor Lima.
En esta etapa comenzó a jugar como volante de apoyo, volviendo a destacar notablemente contribuyendo a los éxitos de ese club. La afición se rindió ante él en un partido Perú, 3-México, 2, en el Estadio Nacional lleno de bote a bote, denominado «el partido de las banderas», donde José se despidió anotando dos goles. Se retiró del fútbol profesional en 1974 en condición de técnico-jugador del club Defensor Lima.

## Selección nacional
Fue internacional con la selección de fútbol del Perú en treinta y siete ocasiones y marcó dos goles. Debutó el 10 de marzo de 1959 en un encuentro ante la selección de Brasil que finalizó con marcador de 2-2. Su último encuentro con la selección lo disputó el 29 de abril de 1973 en la victoria por 2-0 ante Chile. 

### Participaciones en Copas del Mundo
| Mundial                        | Sede   | Resultado        |
| ------------------------------ | ------ | ---------------- |
| Copa Mundial de Fútbol de 1970 | México | Cuartos de final |

### Participaciones en el Campeonato Sudamericano
| Campeonato                   | Sede      | Resultado    |
| ---------------------------- | --------- | ------------ |
| Campeonato Sudamericano 1959 | Argentina | Cuarto lugar |

## Clubes

### Como futbolista
| Club                      | País | Año       |
| ------------------------- | ---- | --------- |
| Universitario de Deportes | Perú | 1957-1961 |
| Association Chorrillos    | Perú | 1962      |
| Universitario de Deportes | Perú | 1963-1970 |
| Defensor Lima             | Perú | 1971-1974 |

### Como entrenador
- Actualizado al último partido dirigido el 4 de marzo de 1995.

| Club                        | País  | Año       | PJ  | PG  | PE  | PP  | Rendimiento |
| --------------------------- | ----- | --------- | --- | --- | --- | --- | ----------- |
| Defensor Lima               | Perú  | 1974-1975 | 42  | 10  | 13  | 19  | 38.89 %     |
| Universitario de Deportes   | Perú  | 1977      | 56  | 20  | 16  | 20  | 47.61 %     |
| Sporting Cristal            | Perú  | 1978-1979 | 37  | 19  | 11  | 6   | 55.55 %     |
| F. B. C. Melgar             | Perú  | 1980      | 36  | 10  | 14  | 12  | 37.04 %     |
| León de Huánuco             | Perú  | 1981      | 5   | 5   | 0   | 0   | 45.83 %     |
| CNI de Iquitos              | Perú  | 1984-1985 | 68  | 28  | 22  | 18  | 47.23 %     |
| Juventud La Joya            | Perú  | 1985      | 30  | 8   | 7   | 15  | 26.67 %     |
| Deportivo San Agustín       | Perú  | 1986      | 22  | 12  | 4   | 6   | 63.64 %     |
| Juventud La Palma           | Perú  | 1987      | 10  | 3   | 2   | 5   | 45.83 %     |
| Selección de fútbol de Perú | Perú  | 1988-1989 | 7   | 0   | 3   | 4   | 19.05 %     |
| Alianza Atlético            | Perú  | 1989      | 5   | 2   | 2   | 1   | 19.05 %     |
| Defensor Lima               | Perú  | 1989-1990 | 23  | 7   | 8   | 8   | 38.46 %     |
| Carlos A. Mannucci          | Perú  | 1994      | 27  | 6   | 7   | 14  | 39.5 %      |
| Ciclista Lima               | Perú  | 1995      | 12  | 3   | 4   | 5   | 59.8 %      |
| Total                       | Total | Total     | 380 | 133 | 113 | 133 | 46.67 %     |

## Palmarés

### Como futbolista

#### Campeonatos nacionales
| Título                    | Club                      | País | Año  |
| ------------------------- | ------------------------- | ---- | ---- |
| Primera división del Perú | Universitario de Deportes | Perú | 1959 |
| Primera división del Perú | Universitario de Deportes | Perú | 1960 |
| Primera división del Perú | Universitario de Deportes | Perú | 1964 |
| Primera división del Perú | Universitario de Deportes | Perú | 1966 |
| Primera división del Perú | Universitario de Deportes | Perú | 1967 |
| Primera división del Perú | Universitario de Deportes | Perú | 1969 |
| Primera división del Perú | Defensor Lima             | Perú | 1973 |